# Oncești (Maramureș)
Oncești is een Roemeense gemeente in het district Maramureș.
Oncești telt 1540 inwoners.